# Victor Rothschild, 3. barun Rothschild
Nathaniel Mayer Victor Rothschild, treći barun Rothschilda (London, 31. listopada 1910. – London, 20. ožujka 1990.), britanski bankar, znanstvenik, obavještajni časnik za vrijeme Drugog svjetskog rata, viši izvršni direktor Royal Dutch Shella i N M Rothschild and Sons Ltd. te savjetnik britanskih premijera Edwarda Heatha i Margaret Thatcher.

## Životopis
Bio je treće dijete i jedini sin Charlesa i Rozsike Rothschild. Bio je poznat pod imenom Victor, iako mu je puno ime bilo Nathaniel Mayer Victor. Odrastao je u ljetnikovcu Tring Park s tri sestre: Miriam (1908–2005), Nica (1913–1988) i Elizabeth (1909–1988), poznate kao Liberty. Završio je školu Harrow, nakon čega je pohađao koledž Trinity u Cambridgeu gdje je studirao fiziologiju, francuski i engleski, a radio je i na odsjeku za zoologiju dok 1935. godine nije stekao doktorat. U ranoj je mladosti bio na glasu kao playboy, bavio se vodenim skijanjem u Monaku, vozio trkaće automobile, sakupljao umjetnička djela i rijetke knjige, a igrao je i kriket za sveučilište.
Poslije smrti strica Waltera, 1937. godine, postao je treći barun Rothschilda, čime je dobio mjesto u Domu lordova, kao pripadnik Laburističke stranke.
Za vrijeme Drugog svjetskog rata radio je za obavještajnu službu Ujedinjenog Kraljevstva, zbog čega je 1944. godine dobio Medalju George za doprinos razminiranju u teškim i opasnim uvjetima. Godine 1939. otputovao je u SAD, gdje je vodio razgovore u Bijeloj kući o prihvatu židovskih izbjeglica iz Nacističke Njemačke. Iste godine je regurtiran u MI5 u čijim je redovima ostao do kraja rata baveći se kontrašpijunažom. Po završetku Drugog svjetskog rata zaposlio se na odsjeku zoologije Sveučilišta u Cambridgeu. Služio je kao predsjednik Agrikulturnog istraživačkog vijeća od 1948. do 1958. godine, a 1961. godine počeo je raditi za Shell Research Ltd., gdje je obnašao dužnost izvršnog direktora od 1963. do umirovljenja 1970. godine. Od 1971. do 1974. godine bio je generalni direktor Central Policy Review Staff-a, odreda koji se bavio istraživanjem politke za potrebe britanske vlade. Godine 1976. predsjedao je Kraljevskom komisijom za kockanje, a kratko je predsjedao i obiteljskom bankarskom kućom N M Rothschild & Sons Ltd. U kasnijem razdoblju života igrao je golf, napisao autobiografiju i bavio se znanstvenim radom. Poslije njegove smrti 1990. godine naslov baruna Rothschilda naslijedio je njegov najstariji sin Nathaniel Charles (Jacob) Rothschild, koji se početkom 1980-ih posvađao s ocem i obitelji i napustio obiteljski posao te osnovao vlastitu firmu.

## Privatni život
Godine 1933. vjenčao se s Barbarom Hutchinson, s kojom je imao troje djece: Sarah Rothschild (r. 1934.), Nathaniel Charles (Jacob) Rothschild (r. 1936.) i Miranda Rothschild (r. 1940.). Par se kasnije razveo.
Godine 1946. oženio se za Teresu Georginu Mayor, svoju nekadašnju tajnicu u MI5. S njom je imao četvero djece: Emma Georgina Rothschild (r. 1948.), Benjamin Mayer Rothschild (1952. – 1952.), Victoria Katherine Rothschild (r. 1953.) i Amschel Mayor James Rothschild (1955. – 1996.).